# Maria van Oosterwijk
Maria van Oosterwijk, ou Oosterwyck (27 août 1630 , Nootdorp, Pays-Bas - 12 novembre 1693, Uitdam, Pays-Bas) est une peintre néerlandaise baroque, spécialiste de la nature morte florale.

## Biographie
Maria van Oosterwijk vit à Leyde en 1658, puis à Utrecht en 1660. Elle est élève de Jan Davidsz de Heem. En 1666, elle part pour Amsterdam, où elle travaille aux côtés de Willem van Aelst. 
Au cours de sa carrière, elle devient très populaire dans les milieux aristocratiques et est reçue à la cour de nombreux rois européens : ses œuvres sont notamment admirées par Léopold Ier du Saint-Empire, Louis XIV en France et Guillaume III d'Angleterre. En dépit de son succès et de sa notoriété, elle ne put jamais se joindre à une corporation artistique parce qu'elle était une femme[réf. nécessaire]. 

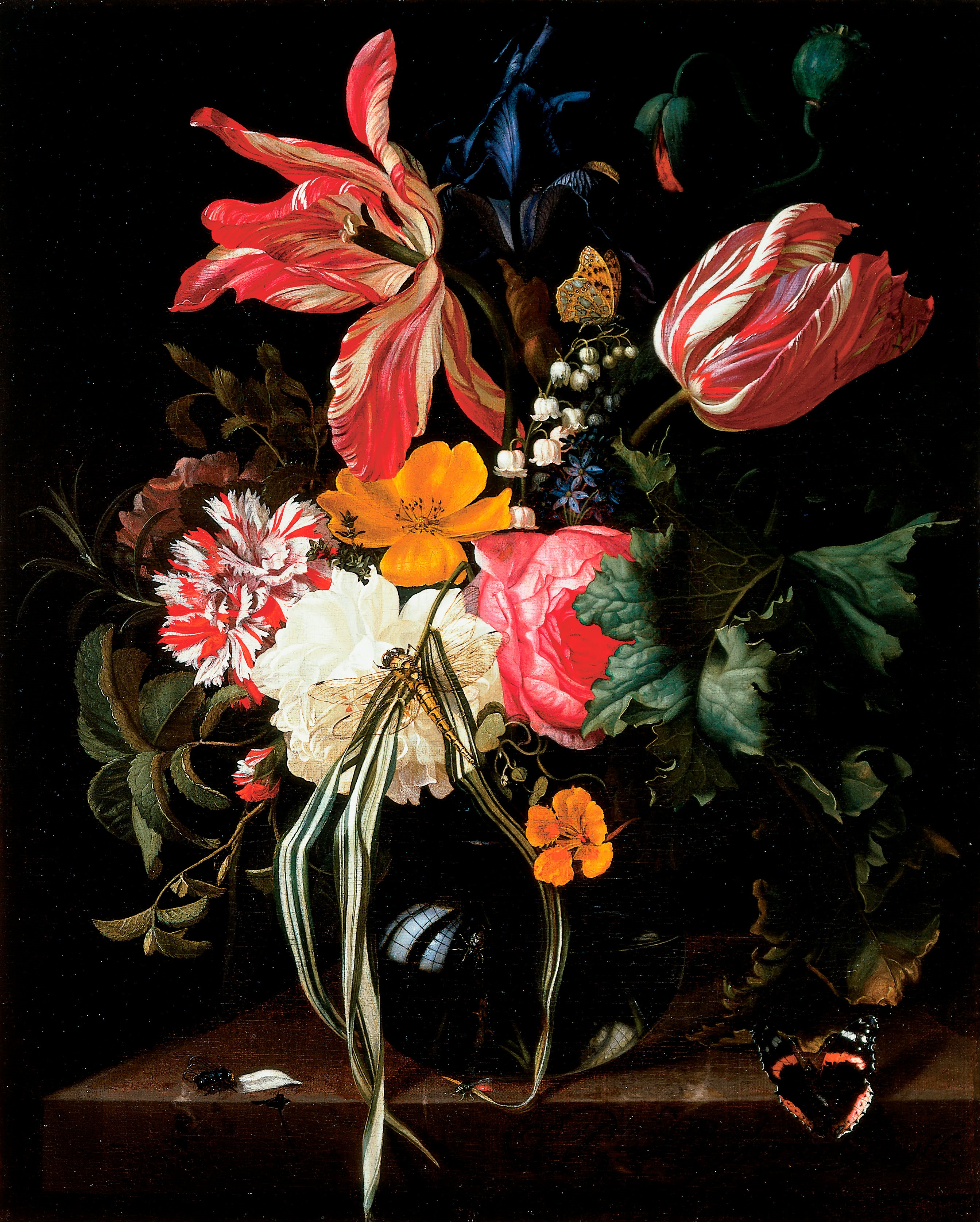
Nature morte au vase de tulipes, roses et autres fleurs avec insectes (1669),
Musée d'art de Cincinnati